# Перекір
Перекі́р — село в Україні, у Роменському районі Сумської області. Населення становить 18 осіб. Входить до складу Коровинської сільської громади.

## Географія
Село Перекір знаходиться на відстані до 1 км від сіл Зелений Гай та Шкроботи. По селу протікає пересихаючий струмок з загатою.

## Історія
- 12 червня 2020 року, відповідно до розпорядження Кабінету Міністрів України № 723-р «Про визначення адміністративних центрів та затвердження територій територіальних громад Сумської області», село увійшло до складу Коровинської сільської громади[1].
- 19 липня 2020 року, в результаті адміністративно-територіальної реформи та ліквідації  Недригайлівського району, громада увійшла до складу новоутвореного Роменського району[2].